# Jean-Baptiste Carpeaux
Jean-Baptiste Carpeaux (født 11. maj 1827 i Valenciennes, død 11. oktober 1875 på slottet Bécon ved Courbevoie i nærheden af Paris) var en fransk billedhugger. 
Efter en tids kunstindustriel sysselsættelse arbejdede han under Rude og Duret; med Hektor og Astyanax vandt han 1854 den store pris med det dertil knyttede rejsestipendium til Rom. Medens han her i sine første arbejder (Neapolitansk fiskerdreng, udstillet 1858, i bronze 1859, busten af en ung sabinerinde: Palombella et cetera) sluttede sig ret nær til sine lærere, men samtidig viste en selvstændig, skarp og vågen naturiagttagelse, udviklede hans kunst sig efterhånden, blandt andet under tydelig påvirkning fra Michelangelo, i en kras, naturalistisk, udpræget malerisk retning, der lader hånt om alle traditionelt afstukne grænser for skulpturen og i hensynsløs realisme søger at gribe nuets pulserende liv og at give den intense følelse det rette, rammende udtryk. 
Denne stærkt personlige, maleriske, udfordrende kunst med den fortrinlige behandling af marmoret satte hurtig Carpeaux på en fremskudt plads, udsat såvel for misbilligende kritik som for beundrende efterligning. I Rom skabte han således den meget omstridte gruppe Ugolino og hans børn (efter Dante), der nu findes i bronzeafstøbning i Tuileries-haven i Paris. 1862 vendte Carpeaux tilbage til Paris, vandt snart påskønnelse ved kejserhoffet, kom på en forholdsvis fortrolig fod med kejser Napoleon, udførte en buste af prinsesse Mathilde (1863), en statue af kejserprinsen (1864), en del andre værker for højtstående kredse samt sine vellykkede dekorative arbejder for Flora-pavillonen i Louvre (Frankrig som verdens lysbringer og beskytter for agerbrug og videnskab). 
Carpeauxs navn er dog især knyttet til gruppen Dansen (1869), Pariser-operaen, hvis motiver efter kunstnerens eget sigende hviler på studier af italiensk folkeliv. Det er ikke den rolig-rytmiske, harmonisk-skønne dans, Carpeaux har villet fremstille, men den ubændige, lidenskabelig yppige og livssprudlende, der ikke spørger om cadence eller anstand. Arbejdet blev derfor mødt med uvilje i mange kredse og var endog genstand for et attentat, hvis virkninger (overhældning med blæk) dog snart blev fjernede. Under kommuneopstanden var Carpeaux i London. 
Senere udførte han arbejder som fontænen i Luxembourg-haven: Verdensdelene (kvindelige figurer, der bærer jordkloden; statuen af Watteau for Valenciennes, Såret Amor og Dafnis og Chloë. Hans evne til at give en lyslevende individualitet kommer for dagen i fortrinlige portrætarbejder som busterne af Alexandre Dumas fils, Garnier, Gérôme og balletdanserinden mademiselle Fiocre et cetera. Carpeaux var også dygtig som maler; i Louvre og andre franske samlinger findes tusinder af hans tegninger. Hans skulptur er rigt repræsenteret i Ny Carlsberg Glyptotek.